# Svovldioxid
Svovldioxid (SO2) opstår overvejende ved afbrænding af fyringsolie, kul, dieselolie og industriprocesser, der indeholder svovl. Svovldioxid omdannes til svovlsyre og sulfat i løbet af ca. et døgn. Omdannelsen afhænger dog af luftens temperatur og fugtighed. Der er en sammenhæng mellem svovldioxid og sur nedbør.
Svovldioxid kunne tidligere give anledning til problemer specielt om efteråret og vinteren ved svag vind og temperaturinversioner i lav højde. Denne vejrsituation er samtidig præget af diset eller tåget vejr og af høje koncentrationer af andre luftforurenende stoffer som for eksempel sodpartikler.
I dag er koncentrationen af svovldioxid generelt meget lav. Siden begyndelsen af 1980'erne har afsvovlingen af brændstof og forbedret rensning af røg betydet, at svovldioxidkoncentrationen er faldet til en tiendedel i Danmark.

## DATA
Flygtighed              gas 
Farenummer      268
Antændelsesgrænser      – 
UN-nummer       1079
Brandfareklasse         – 
Opløselighed i vand     85 g/l (25 °C) – 177 g/l (0 °C ) 
Grænseværdi             0,5 ppm (1,3 mg/m3 ) 
Massefylde      1,5 (-10 °C ) (vand = 1)
Lugtgrænse              1,1 ppm 
Dampmassefylde  2,2 (luft = 1)
LD50                    – 
Damptryk        340 kPa
LC50                    2.521 ppm i 1 time (ihl-rotte)